# Fady Joudah
Fady Joudah (Austin, 1971) es un poeta, traductor y médico estadounidense de origen palestino. Ganó en 2007 el Concurso de Jóvenes Poetas de Yale por su colección de poemas The Earth in the Attic (La tierra en el ático).

## Biografía
Joudah nació en Austin (Texas) en 1971 de padres refugiados palestinos, creció en Libia y Arabia Saudita y posteriormente regresó a los Estados Unidos para estudiar medicina, primero en la Universidad de Georgia en Athens y luego en la Facultad de Medicina de Georgia, posteriormente completó su formación médica en la Universidad de Texas. Actualmente ejerce como médico de urgencias en Houston (Texas). También ha trabajado como voluntario en el extranjero con la organización humanitaria Médicos Sin Fronteras.
La poesía de Joudah ha sido publicada en una gran variedad de publicaciones, incluida Poetry, The Iowa Review, Beloit Poetry Journal, The Kenyon Review, Drunken Boat, Prairie Schooner y Crab Orchard Review.
En 2006, publicó The Butterfly's Burden, una colección de poemas recientes del poeta y escritor palestino Mahmud Darwish traducidos del árabe, que fue finalista del Premio PEN 2008 de poesía en traducción.
En 2012, publicó Like a Straw Bird It Follows Me, and Other Poems, una colección de poemas del poeta palestino Ghassan Zaqtan traducidos del árabe, que ganó el Premio Griffin de Poesía en 2013. En 2017, tradujo The Silence That Remains, también de Zaqtan. Su libro de poesía más reciente, Alight, se publicó en 2013.  Su colección de poesía de 2021, Tethered to the Stars, fue citada por Cleveland Review of Books como una colección de poesía que «no nos enseña cómo responder a cualquier pregunta que plantea con una retórica estilizada, un floreo egocéntrico; los poemas modelan un pensamiento lírico que impulsa la pregunta misma».
Ganó el Premio Jackson de Poesía de 2024, otorgado a un escritor estadounidense de «talento excepcional».
El 16 de mayo de 2024, en el marco de las protestas en la Universidad de Columbia, profesores, estudiantes de la Universidad de Columbia y líderes religiosos celebraron una ceremonia de «Graduación del Pueblo» en la Catedral de San Juan el Divino de Nueva York para los estudiantes que fueron castigados por participar en el campamento de protesta. El poeta palestino-estadounidense Fady Joudah y la periodista palestina Hind Khoudary hablaron en el evento.

## Obras publicadas
- Joudah, Fady (2008). The earth in the attic. Yale series of younger poets. Yale University Press. ISBN 978-0-300-13430-8. OCLC 171049708.
- Alight, Copper Canyon Press, 2013
- Tethered to Stars, Milkweed Editions, 2021

### Contribuciones
- Barbara Schwepcke, Bill Swainson, A New Divan: A Lyrical Dialogue between East and West, Gingko Library, ISBN 9781909942554

### Traducciones
- Mahmoud Darwish, The Butterfly's Burden, Copper Canyon Press, 2007, ISBN 978-1-55659-241-6
- Mahmoud Darwish, If I Were Another, Macmillan, 2009, ISBN 978-0-374-17429-3
- Mahmoud Darwish, The Silence That Remains, Copper Canyon Press, 2017, ISBN 978-1-55659-514-1